# Скінень (Васлуй)
Скінень, Скінені (рум. Schineni) — село у повіті Васлуй в Румунії. Адміністративно підпорядковане місту Мурджень.
Село розташоване на відстані 244 км на північний схід від Бухареста, 51 км на південь від Васлуя, 109 км на південь від Ясс, 86 км на північ від Галаца.

## Населення
За даними перепису населення 2002 року у селі проживали 616 осіб, усі — румуни. Усі жителі села рідною мовою назвали румунську.